# Novorossijsk
Novorossijsk (in russo Новоросси́йск? , traslitterato anche Novorossiysk) è una città della Russia meridionale, nel territorio di Krasnodar. Principale porto russo sul Mar Nero, è una delle città ad essere stata insignita del titolo sovietico di città eroina.

## Geografia fisica

### Clima
La città di Novorossijsk non conosce i geli intensi e prolungati che colpiscono le regioni russe più a nord, a causa della latitudine discretamente meridionale e dell'azione mitigante del vicino Mar Nero; tuttavia, a differenza di altre zone della costa pontica russa (ad esempio la zona di Soči), la mancanza a nord di catene montuose fa sì che le temperature medie invernali non siano propriamente mediterranee.
Un altro fattore di distinzione del clima della zona rispetto al resto della Russia è la presenza di una stagione invernale più piovosa di quella estiva.
- Temperatura media annua: 12,6 °C
- Temperatura media del mese più freddo (gennaio): 2,3 °C
- Temperatura media del mese più caldo (luglio): 23,7 °C
- Precipitazioni medie annue: 758 mm

## Storia
Anticamente, nel V secolo a.C., fu fondata la città greca di Bata. Nel XIII secolo fu la genovese Batario. Nel periodo ottomano fu la turca Sujuk-kale. Novorossijsk fu fondata nel 1838 come città russa e base navale della Flotta del Mar Nero e sostituì la fortezza turca di Sujuk-Qale o Sogucak, costruita nel 1722.
Nella Rivoluzione del 1905, dal 9 al 25 dicembre la città fu retta dal Soviet dei deputati operai, sorto nel corso dello sciopero generale, il quale proclamò la Repubblica di Novorossijsk; dal 26 agosto 1918 al 27 marzo 1920 costituì la base principale dell'Armata Bianca di Anton Denikin.
Nel 1942 la città fu occupata dalla Wehrmacht ma alcune unità dell'Armata Rossa, tuttavia, mantennero il possesso dei sobborghi orientali della città e della strada costiera che correva verso sud, impedendo ai tedeschi di avanzare ulteriormente lungo la costa del Kuban'. Questa azione di resistenza valse nel 1973 a Novorossijsk il titolo di città eroina.
Nel 2023 e 2024 durante il conflitto in corso con l'Ucraina, sono stati abbattuti diversi droni e navi senza equipaggio dalla contraerea e dalla marina russa.

## Società

### Evoluzione demografica
- 1897: 16.200
- 1926: 67.800
- 1939: 95.200
- 1959: 93.000
- 1970: 133.000
- 1989: 185.900
- 2002: 232.079
- 2006: 230.700

Fonte: mojgorod.ru

## Cultura

### Istruzione
Novorossijsk è sede dell'Accademia Marittima di Stato e dell'Istituto Politecnico di Novorossijsk.
Musei
planetario Yuri Gagarin, nave museo  Mikhail Kutuzov, museo di riserva degli studi regionali ,museo della batteria costiera "Zubkov",museo storico,museo dell'industria del cemento, museo militare, museo delle pietre e dei minerali,museo storia locale.

## Economia
La città si trova nella baia del Cemes, non soggetta al congelamento invernale delle acque. Il porto commerciale di Novorossijsk collega la Russia alle regioni dell'Asia, del Medio Oriente, dell'Africa, del Mediterraneo e del Sud America.
Novorossijsk è anche una città industriale con acciaierie, industrie alimentari, metallurgiche e manifatturiere. Ci sono inoltre diverse cave di calcare che riforniscono i cementifici.
La regione di Novorossijsk è una delle principali zone vinicole della Russia. Le aziende locali producono vini di alta qualità, da tavola e spumanti, famosi nel paese.
Il porto della città è il terzo della Russa per volumi di export di prodotti petroliferi.

## Infrastrutture e trasporti
Novorossijsk è un importante nodo stradale e ferroviario tra i principali centri abitati e industriali della Russia, della Transcaucasia e dell'Asia Centrale.
I trasporti pubblici cittadini comprendono autobus, tram e maršrutka (tipici minibus) e la stazione del treno.

## Amministrazione

### Gemellaggi
- Costanza[12]
- Gainesville (Florida)
- Plymouth
- Livorno
- Valparaíso
- Gijón
- Varna
- Pola